# Гудцун, Йорг
Йорг Гудцун (нем. Jörg Gudzuhn; род. 1945) — немецкий актёр кино, телевидения и театра.

## Биография
Родился 23 марта 1945 года в районе Зайлерсхоф города Гранзе (Бранденбург). С 1951 по 1959 года проходил обучение в начальной школе, затем перешёл в Гимназию Берты фон Зутнер в Райниккендорфе. После возведения Берлинской стены не смог посещать Гимназию и досрочно завершил своё школьное образование.
В профессии дебютировал в 1960-е. Как и многие немецкие актёры, начинал с участия в культовых сериалах «Слово имеет прокурор» и «Телефон полиции — 110».
В 1970-е стал активно выступать на театральной сцене. Играл в театрах Карл-Марс-Штадта, Потсдама и Берлина.
В 2007 году озвучил аудиоверсию романа Вернера Браунига «Ярмарочная площадь».
Лауреат кинофестивалей в Эберсвальде и Чикаго, премии Grimme-Preis.